# Luigi De Manincor
Luigi De Manincor (* 14. Juli 1910 in Rovigno; † 13. Februar 1986 in Varazze) war ein italienischer Segler und Bootsbauer. 
Als Luigi De Manincor acht Jahre alt war, zog seine Familie aus dem Heimatort Rovigno nach Triest, weil der Vater dort zum Hafeninspektor ernannt worden war. Der Sohn absolvierte eine Ausbildung am nautischen Institut von Triest und erreichte schließlich den Rang eines Korvettenkapitäns. 1936 startete De Manincor als Crew-Mitglied der Italia bei der olympischen Regatta vor Kiel in der Acht-Meter-Klasse, gemeinsam mit  Bruno Bianchi, Domenico Mordini,  Enrico Poggi, Luigi Poggi  und Giovanni Reggio. Nach dem Zweiten Weltkrieg nahm er 1948 ein weiteres Mal an Olympischen Spielen teil und belegte gemeinsam mit Giuseppe Canessa und Bianchi in der Drachen-Bootsklasse Rang fünf. 1936 wurde er zudem Dritter der Star-Europameisterschaft sowie 1939 italienischer Meister in derselben Bootsklasse. 1950 wurde er nochmals Vierter bei der Star-Weltmeisterschaft in Chicago.
Später nahm De Manincor eine Tätigkeit auf der Baglietto-Werft in Genua auf, wo er für den Bau von Rennyachten zuständig war. Als Skipper der Mait II, der Yacht von Italo Monzino aus der Gründerfamilie der Supermarktkette Standa, nahm er 1962 an der Regatta von Buenos Aires nach Rio de Janeiro teil, bei der das Schiff den zweiten Platz belegte.
Für Luigi De Manincor wurde nahe dem Friedhof seines Geburtsortes Rovigno, der heute zu Kroatien gehört, ein Gedenkstein enthüllt. Daneben befindet sich ein weiterer Gedenkstein für den ebenfalls in Rovigno geborenen Modernen Fünfkämpfer Silvano Abbà, der bei den Olympischen Spielen in Berlin 1936 eine Bronzemedaille errang.